# Weeralarm
Het weeralarm (code rood) is een waarschuwing die het Koninklijk Nederlands Meteorologisch Instituut (KNMI) uitgeeft wanneer in Europees Nederland een extreme weersituatie dreigt te ontstaan. Van een 'extreme situatie' is sprake als weersomstandigheden het openbare leven dreigen te ontwrichten of wanneer er levensgevaarlijke omstandigheden dreigen. De waarschuwingen worden zo mogelijk voorafgegaan door een voorwaarschuwing in de vorm van code geel en oranje.

## Waarschuwingscodes
Sinds 1 februari 2010 is de procedure rond het afkondigen van het weeralarm veranderd. Het weeralarm wordt sindsdien per provincie afgekondigd in tegenstelling tot de landelijke afkondigingen daarvoor. Een weeralarm wordt voorafgegaan door een waarschuwing voor extreem weer (code oranje) en een waarschuwing voor gevaarlijk weer (code geel). Pas als het 90% zeker is dat het weer gevaarlijk wordt geeft het KNMI een weeralarm af (code rood). Een weeralarmteam, waarin zowel overheidsorganisaties (zoals Rijkswaterstaat) als specifieke doelgroeporganisaties (zoals de ANWB) inbreng hebben, brengt advies uit aan de directeur Weer van het KNMI, die uiteindelijk beslist over al het dan niet uitgeven van het weeralarm.
Er gelden verschillende criteria voor de verschillende waarschuwingen.

### Criteria code geel: gevaarlijk weer
- Regen: verkeershinder door aquaplaning of meer dan 50 millimeter in 24 uur;
- Gladheid en sneeuw:
  - Gladheid door bevriezing van weggedeelten, hagel, sneeuwresten of lokale ijzel, of
  - Tot 5 centimeter sneeuw in 6 uur, of
  - Tot 3 centimeter sneeuw in 1 uur;
- Onweersbuien: lokale onweersbuien met lokaal windstoten (> 60 kilometer per uur), veel neerslag (> 30 millimeter in 1 uur) of hagel (tot 2 centimeter);
- Windstoten: > 75 kilometer per uur (winter: > 90 kilometer per uur);
- Temperatuur:
  - Wanneer het hitteplan is uitgegeven door het RIVM, of
  - Wanneer de maximumtemperatuur > 35 graden ligt, of
  - Wanneer de gevoelstemperatuur < −15 graden ligt;
- Zicht: bij minder dan 200 meter zicht;
- Hozen: als er een wind- of waterhoos wordt gespot.

### Criteria code oranje: extreem weer
- Regen: meer dan 75 millimeter in 24 uur;
- Gladheid en sneeuw:
  - Gladheid op uitgebreide schaal door ijzel of bevriezing, of
  - Meer dan 5 centimeter sneeuw in 6 uur, of
  - Meer dan 3 centimeter sneeuw in 1 uur, of
  - Sneeuwval in combinatie met driftsneeuw leidend tot sneeuwduinen;
- Onweersbuien: georganiseerde onweersbuien met lokaal zware windstoten (meer dan 75 kilometer per uur), veel neerslag (meer dan 50 millimeter in één uur) of grote hagel (van meer dan 2 centimeter);
- Windstoten: > 100 kilometer per uur (winter: > 120 kilometer per uur);
- Temperatuur:
  - In de zomer: 3 dagen achter elkaar ≥ 34 graden is, 2 dagen achter elkaar ≥ 36 graden is of 1 dag ≥ 38 graden is.
  - In de winter: bij een gevoelstemperatuur (windchill) van < −20 graden;
- Zicht: minder dan 10 meter zicht;
- Hozen: geen code oranje en rood.

### Criteria code rood: weeralarm
De criteria van code oranje worden gevolgd met als extra eis dat ook maatschappelijke partijen worden geconsulteerd. Na een positief advies door desbetreffende partijen kan het KNMI een weeralarm uitgeven.

## Historie van weeralarmen
Het KNMI houdt een archief bij voor uitgegeven weeralarmen.
2001
- In 2001 werd het alarm zesmaal gegeven.

2002
- In 2002 werd het alarm tweemaal gegeven.

2003
- eind van de middag van 12 januari tot in de vroege ochtend van 13 januari: ijzel, op grote schaal glad
- vanaf de vroege ochtend tot en met de eerste helft van de middag van 21 december: zeer zware windstoten

2004
- in en rond de ochtend van 4 januari: door ijzel op grote schaal glad
- eind in de ochtend van 27 januari tot en in de ochtendspits van 28 januari: zware sneeuw
- rond middernacht op 31 januari en 1 februari: zeer zware windstoten
- tweede helft van de middag en in de avond van 20 maart: zeer zware windstoten
- de vroege ochtend van 22 juni tot in de nacht van 24 juni: zeer zware windstoten
- tegen en in de avond van 17 juli: zwaar onweer

2005
- nacht van 7 op 8 januari 2005: zeer zware windstoten
- ochtend 25 november: zeer zware windstoten, grote schade mogelijk
- avond 25 november: zware sneeuwval
- avond 30 december: zware sneeuwval-ijzel (door ±10 cm sneeuw lag het treinverkeer in Nederland volledig stil)

2006
- nacht van 31 oktober op 1 november: storm en zeer zware windstoten, schade mogelijk
- avond van 30 december: storm en zeer zware windstoten

2007
- 11 januari: kans op zware windstoten (110 km/h)
- 18 januari: (zware) storm en kans op zeer zware windstoten (110-130 km/h) en veel neerslag. De storm legde het trein- en wegverkeer stil.
- 8 februari: zware sneeuw, grote overlast
- 8 juni: zwaar onweer, veel neerslag, grote overlast
- 22 december: ijzel, gladheid op grote schaal

2008
- 12 maart: zeer zware windstoten (110 km /h), grote schade mogelijk

2009
- 3 juli: zwaar onweer, gevaar en grote overlast mogelijk
- 20 augustus: zeer zware windstoten (tot 110 km/h), grote schade mogelijk. De gevolgen bleven grotendeels uit. Wikinieuws
- 20 december: zware sneeuw, grote overlast. Door combinatie met sterke wind ook sneeuwjacht.

2010
- 9 januari: sneeuwjacht, grote overlast. Alleen voor de provincies Groningen, Friesland, Drenthe en Noord-Holland.
- 10 juli: zeer zware onweersbuien met (zeer) zware windstoten, hagel en lokaal veel neerslag. Zeer grote overlast. Alleen voor de provincies Noord-Holland, Zuid-Holland, Flevoland, Utrecht, Overijssel en Gelderland.
- 14 juli: zware regen- en onweersbuien, zeer zware windstoten. Alleen voor de provincies Noord-Brabant, Limburg en Gelderland.
- 17 december: zware sneeuwval, voor de provincies Noord- en Zuid-Holland en Utrecht. Er wordt door Rijkswaterstaat ook een verkeeralarm gegeven.

2011
Geen weersituaties die aanleiding gaven tot een weeralarm.
2012
- 13 februari: in het hele land plaatselijk zeer glad door ijzel.

2013
- 28 oktober: storm van 28 oktober 2013 in het westen, midden en noorden van het land zeer zware windstoten.
- 5 december: Sinterklaasstorm van 2013 in het westen en noorden van het land zeer zware windstoten.

2014
- 9 juni: in het zuiden en zuidoosten van het land zwaar onweer en zware windstoten.

2015
- 25 juli: storm van 25 juli 2015: in Zeeland, Zuid-Holland, Utrecht en Noord-Brabant zware tot zeer zware windstoten tot 110 km per uur.

2016
- 5 t/m 7 januari: IJzel van januari 2016: in Groningen, Friesland en Drenthe zeer glad door ijzel

2017
- 11 december: uitgebreide sneeuw en gladheid in het hele land met uitzondering van Limburg en de Waddeneilanden.

2018
- 18 januari: in het midden van het land zeer zware windstoten tot 130 km/h. Vanwege deze storm legde de NS voor het eerst het treinverkeer stil in heel Nederland.

2019
- 31 december: In het noorden van het land zeer dichte mist, lokaal zicht < 10 meter.

2020
- 1 januari: In het noorden van het land zeer dichte mist, lokaal zicht < 10 meter. De mist is begonnen op oudejaarsavond 2019.

2021
- 7 februari: Landelijk weeralarm. In het hele land sneeuw (10-15 cm) in combinatie met veel oostenwind (5-6 Bft), plaatselijk ijzel in het zuiden en matige vorst overdag met gevoelstemperaturen onder de −10 °C.
- 15 februari: Landelijk weeralarm: gladheid door ijzel.[4]
- 14 juli Weeralarm in Limburg. Voor regen. In Limburg op uitgebreide schaal (ernstige) wateroverlast.

2022
- 18 februari: zware tot zeer zware storm

2023
- 5 juli: Code rood in de noordelijke provincies voor zeer zware windstoten behorende bij Storm Poly.